# Yuk Kwai Shan
Yuk Kwai Shan (kinesiska: 玉桂山) är en kulle i Hongkong (Kina). Den ligger i den centrala delen av Hongkong. Toppen på Yuk Kwai Shan är 1 meter över havet. Yuk Kwai Shan ligger på ön Ap Lei Chau.
Terrängen runt Yuk Kwai Shan är kuperad norrut, men söderut är den platt. Havet är nära Yuk Kwai Shan åt sydväst.  Centrala Hongkong ligger 5,3 km norr om Yuk Kwai Shan. 